# Pseudochelidae
Pseudochelidae is een familie van kreeftachtigen uit de klasse van de Malacostraca (hogere kreeftachtigen).

## Geslacht
- Pseudocheles Chace & Brown, 1978